# Cortijos de Guatenipa
Cortijos de Guatenipa är en ort i Mexiko.   Den ligger i kommunen Badiraguato och delstaten Sinaloa, i den västra delen av landet, 1 100 km nordväst om huvudstaden Mexico City. Cortijos de Guatenipa ligger 289 meter över havet och antalet invånare är 167.
Terrängen runt Cortijos de Guatenipa är huvudsakligen kuperad. Cortijos de Guatenipa ligger nere i en dal. Runt Cortijos de Guatenipa är det mycket glesbefolkat, med 6 invånare per kvadratkilometer. Närmaste större samhälle är Las Higueras del Tecuán, 8,4 km norr om Cortijos de Guatenipa. I omgivningarna runt Cortijos de Guatenipa växer i huvudsak lövfällande lövskog.